# Rock Island (álbum)
Rock Island es el decimoctavo álbum lanzado en 1989 por la banda de rock progresivo Jethro Tull. 
Como curiosidad, cabe destacar que, durante la puesta en escena del mismo, se proyectaban siluetas de pequeños bailarines durante la canción "Kissing Willie" y finalizaban con una imagen que rayaba lo pornográfico.
Otra canción del álbum llamada "Big Riff and Mando" reflejaba la vida de la banda de gira, y hacía referencia al robo de la mandolina de Barre por parte de un apasionado fan.
Por otra parte, en el disco de Los Tres Tenores Los Tres Tenores en Navidad se incluye una bella versión de "Another Christmas Song" cantada por un coro de niños.

## Puesto en las listas de éxitos
- Puesto en las listas de EE. UU.: 56.
- Puesto en las listas de Reino Unido: 18.

## Lista de temas
| #   | Título                   | Autor          | Tiempo |
| --- | ------------------------ | -------------- | ------ |
| 1.  | "Kissing Willie"         | (Ian Anderson) | 3:32   |
| 2.  | "The Rattlesnake Trail"  | (Ian Anderson) | 3:59   |
| 3.  | "Ears of Tin"            | (Ian Anderson) | 4:53   |
| 4.  | "Undressed to Kill"      | (Ian Anderson) | 5:24   |
| 5.  | "Rock Island"            | (Ian Anderson) | 6:52   |
| 6.  | "Heavy Water"            | (Ian Anderson) | 4:12   |
| 7.  | "Another Christmas Song" | (Ian Anderson) | 3:20   |
| 8.  | "The Whaler's Dues"      | (Ian Anderson) | 7:53   |
| 9.  | "Big Riff and Mando"     | (Ian Anderson) | 5:57   |
| 10. | "Strange Avenues"        | (Ian Anderson) | 4:09   |

## Intérpretes
- Ian Anderson: guitarra acústica, flauta, guitarra, mandolina, batería, teclado y voces.
- Dave Pegg: guitarra acústica, mandolina y bajo.
- Martin Allcock: teclados.
- Martin Barre: guitarras.
- Doane Perry: batería.